# إييكولان
إييكولان (بالفرنسية: Écuélin)‏ هي مدينة تقع في فرنسا في جهة نور با دو كاليه.